# بيكي ورلي
بيكي ورلي (بالإنجليزية: Becky Worley)‏ هي مدونة ومقدمة تلفزيونية وصحفية ومنتجة تلفزيونية أمريكية، ولدت في 4 فبراير 1971.

## وصلات خارجية
- الموقع الرسمي
- بيكي ورلي على موقع IMDb (الإنجليزية)